# Desert Inn
Desert Inn – w przeszłości stanowił hotel i kasyno, który funkcjonował przy bulwarze Las Vegas Strip w Paradise, w stanie Nevada, w latach 1950–2000. Zaprojektowany przez nowojorskiego architekta Jaca Lessmana, stanowił piąty obiekt w historii, który powstał przy Strip.

## Historia
Oryginalna nazwa obiektu brzmiała Wilbur Clark's Desert Inn. Wilbur Clark, pierwotny inwestor, rozpoczął budowę kompleksu, jednak w międzyczasie okazało się, iż środki finansowe, jakie zgromadził nie wystarczą na pokrycie wszystkich kosztów. W tej sytuacji kontrolę nad konstrukcją przejął Syndykat Clevelandzki, na czele z Moe Dalitzem. Jego wkład w projekt nie był nagłaśniany; Clark pozostawał oficjalną twarzą Wilbur Clark's Desert Inn. Większość pieniędzy wykorzystanych na budowę obiektu pochodziła od American National Insurance Company, która w tamtym okresie była podejrzewana o związki ze światem mafijnym. Ostatecznie nazwa kompleksu zmieniona została na Desert Inn.
W 1966 roku, w Dzień Dziękczynienia do Desert Inn przybył biznesmen Howard Hughes, wynajmując na wyłączność dwa ostatnie piętra budynku. Mimo że jego rezerwacja obejmowała tylko dziesięć dni, Hughes pozostawał w hotelu aż do grudnia. Wtedy został poproszony o opuszczenie Desert Inn, jako że apartamenty, które zajmował, posiadały wcześniejsze zapisy na określone grudniowe terminy. Jednakże Hughes, zamiast zwolnić dwa piętra, rozpoczął negocjacje dotyczące wykupu Desert Inn. 1 marca 1967 stał się oficjalnym właścicielem Desert Inn, nabywając go za 13 milionów dolarów. Był to jednocześnie pierwszy z wielu obiektów w Las Vegas, które wykupił Hughes.
W 1997 roku Desert Inn został poddany renowacji i ekspansji wartej ponad 200 milionów dolarów. W przeciwieństwie do większości modernizacji, liczba pokoi w Desert Inn została zmniejszona z 821 do 715, aby zwiększyć komfort zakwaterowania. Pod koniec lat 80. hotel przez krótki okres był własnością MGM Resorts International. Następnie, do 1998 roku, stanowił własność korporacji Starwood Hotels & Resorts Worldwide i w tym czasie znany był jako Sheraton Desert Inn.
24 kwietnia 2000 roku Desert Inn obchodził 50. rocznicę powstania. Z tej okazji, w hotelu prowadzony był „tydzień atrakcji”, obejmujący między innymi golfowy turniej gwiazd, a także zakopanie kapsuły czasu, która miała zostać wydobyta pięćdziesiąt lat później. Jednak 27 kwietnia 2000 roku Desert Inn został wykupiony przez Steve’a Wynna za 270 milionów dolarów. Obiekt zakończył działalność kilka miesięcy później.  
23 października 2001 roku główna wieża Desert Inn została wyburzona, by zrobić miejsce dla megakompleksu, który miał zamiar wybudować Wynn. Początkowo określany mianem Le Rêve, nowym projektem okazał się być superluksusowy Wynn Las Vegas.
Do czasu powstania Wynn, na terenie Desert Inn znajdowało się między innymi 18–dołkowe pole golfowe, a więc ostatnie pole golfowe w tego typu obiekcie przy Strip.
Pozostałe wieże, The Palm oraz St. Andrews, wykorzystywane były jako małe muzea z kolekcją dzieł sztuki należącą do Wynna, a także jako biura korporacji Wynn Resorts. Ze względu na niską sprzedaż biletów, muzeum zostało zamknięte, a same wieże zostały wysadzone 16 listopada 2004 roku.

## Desert Inn w mediach
- W Desert Inn nakręcono film Ocean’s Eleven (1960).
- Desert Inn pojawia się w operze mydlanej Dynastia, jako miejsce, gdzie główni bohaterowie spędzają swój czas w Las Vegas.
- Desert Inn stanowił główne miejsce akcji serialu Vega$, emitowanego przez telewizję ABC w latach 1978-1981.
- W kasynie Desert Inn nagrano kilka scen filmu Lost in America (1985).
- W Desert Inn nagrano jeden z odcinków serialu Remington Steele, emitowanego przez telewizję NBC.
- Pierwsza scena obrazu Zakonnica w przebraniu 2: Powrót do habitu (1993) została nagrana w Grand Ballroom Desert Inn.
- Desert Inn po raz ostatni pojawił się mediach w obrazie Godziny szczytu 2 (2001); to w nim nagrywano sceny z filmowego kasyna Red Dragon.